# Morris Kahn

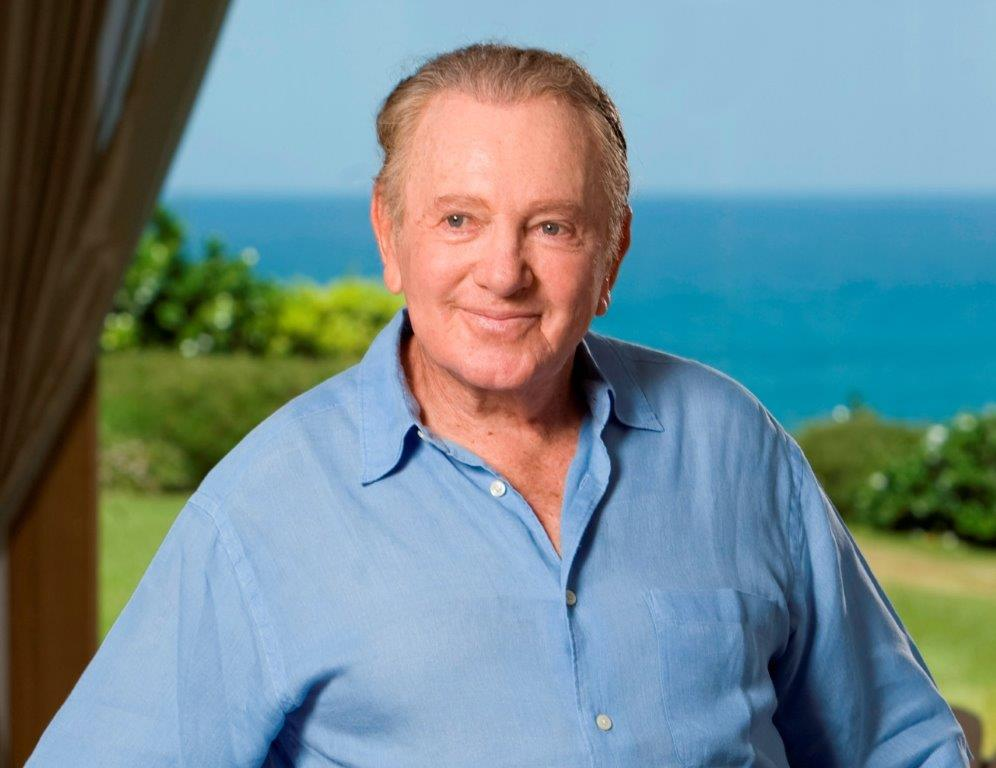
Morris Kahn

Morris Kahn (* 1930) ist ein israelischer Unternehmer und zählt zu den reichsten Israelis.
Unter anderem gründete er 1982 den im Telekommunikationsmarkt tätigen Softwarehersteller und Serviceprovider Amdocs sowie Coral World International, eine Kette von Meeres-Aquarien mit Standorten in Eilat, Maui (Hawaii) und Perth (Australien).
Er ist verheiratet. Sein Sohn Benjamin ist ein vom Time magazine ausgezeichneter Meeresbiologe.